# Oľšinkov
Oľšinkov este o comună slovacă, aflată în districtul Medzilaborce din regiunea Prešov. Localitatea se află la altitudinea de 443 m deasupra n.m., se întinde pe o suprafață de 7,65 km2 și în 2017 număra 25 de locuitori.

## Istoric
Localitatea Oľšinkov este atestată documentar din 1567.

## Demografie
| An:                | 1994 | 2004    | 2014    | 2024    |
| ------------------ | ---- | ------- | ------- | ------- |
| Număr de persoane: | 57   | 34      | 27      | 22      |
| Diferență:         |      | −40,35% | −20,58% | −18,51% |

| An:                | 2023 | 2024   |
| ------------------ | ---- | ------ |
| Număr de persoane: | 21   | 22     |
| Diferență:         |      | +4,76% |